# Volume Dois
Volume Dois é o nono álbum de estúdio e o segundo em formato acústico da banda brasileira de rock Titãs, lançado em 1998. Trata-se de uma sequência em estúdio de seu Acústico MTV, gravado e lançado no ano anterior (por isso o título Volume Dois), e conta com músicos da Orquestra Sinfônica Municipal de São Paulo. Vendeu 1 milhão de cópias.
Além de regravações de sucessos antigos, o álbum conta com um cover de Roberto Carlos, a faixa "É Preciso Saber Viver" e "Senhor Delegado/Eu Não Aguento", de Germano Mathias, com a participação especial do grupo Fat Family na mesma faixa, e mais seis canções inéditas: "Sua Impossível Chance", "Amanhã Não Se Sabe" (mais tarde regravada pela banda LS Jack), "Senhora e Senhor", "Caras Como Eu", "Era Uma Vez" e "Eu e Ela".

## Contexto, produção e concepção
Nas apresentações finais da turnê do Acústico MTV, os Titãs já anunciavam que entrariam em estúdio para fazer mais um disco com versões acústicas de suas canções. Nas últimas apresentações da turnê a banda inclusive já tocava "É Preciso Saber Viver".
Na época de lançamento do álbum, os membros Tony Bellotto (guitarrista e violonista) e Paulo Miklos (vocalista e saxofonista) comentavam que a banda não queria se render ao eletrônico: "Somos uma banda de palco, gostamos de tocar. Não faz sentido, numa banda numerosa, ficar esperando a sequência de computador para então entrar com a guitarra. Isso aconteceu na época do Õ Blésq Blom (...) Acústico é a valorização das melodias, a 'coisa' eletrônica mais nos atrapalhou que ajudou".
O vocalista e tecladista Sérgio Britto classificou o álbum como um "complemento" ao Acústico MTV, e não simplesmente um novo acústico, apontando também que as músicas ficaram mais leves, mas não necessariamente acústicas.

## Gravações e informações das faixas
As gravações do disco levaram 4 meses, um processo que o então vocalista e baixista Nando Reis mais tarde consideraria desgastante. A banda convidou novamente o produtor Liminha, visando repetir a qualidade de discos como Cabeça Dinossauro e Jesus Não Tem Dentes no País dos Banguelas (produzidos por ele), mas Nando considerou que o resultado final ficou aquém do esperado, citando que Liminha usou muito a então recente ferramenta do Pro Tools para praticamente refazer arranjos inteiros, chegando a regravar também alguns baixos seus, como em "Desordem".
As gravações do álbum chegaram a ser pausadas momentaneamente quando a namorada do baterista Charles Gavin sofreu um sequestro. Também durante as gravações, o violonista Marcelo Fromer se ausentou por um mês para viajar à França e comentar a Copa do Mundo FIFA de 1998 para o canal SporTV.
O sucesso "Sonífera Ilha" foi escolhido como abertura por ser "emblemática. Brega, tentado ser pop, inventiva", segundo Tony.
Perguntado se a faixa "Caras Como Eu" era sobre sentir-se velho, o autor da mesma, Tony, respondeu:
| “ | Não, é natural, assim, depois de tanto tempo tocando com os Titãs, eu já tenho 38 anos e vários filhos. É natural que uma hora você comece a pensar nisso. Você vai ficando mais velho, já não tem 18 anos, e eu pensei muito, quando estava fazendo a música, nos Titãs. A gente está junto há 16 anos. Era diferente quando a gente começou, o tempo mudou, todos nós já somos diferentes, mas o espírito continua o mesmo. O amor que sentimos pelo nosso serviço continua o mesmo. A música fala um pouco sobre isso. Agora, é claro que o tempo vai passando, e você vai sentindo algumas mudanças, algumas limitações, e ao mesmo tempo, também, as novas descobertas, e tal. Mas a música fala um pouco sobre isso, de estar envelhecendo e perceber isso. | ” |

Perguntado também se a faixa era uma despedida, ele respondeu:
| “ | (...) Não é, de maneira alguma, uma despedida. Pelo contrário, pode ser até um disco ao contrário, como um recomeço, a gente exercitando a capacidade de compor, de criar música de uma maneira adequada ao que a gente está sentindo, ao momento, à idade. Não que você vá fazer uma música porque você é mais velho ou mais novo, mas é poder dizer o que você está querendo dizer. O que você está pensando sobre a vida, ter essa liberdade. A gente sempre se deu esse direito. Então, nesse sentido, ela afirma uma novidade como qualquer outra composição nossa. Acho que uma despedida não seria uma música. A nossa despedida provavelmente será silenciosa, não vai ser fazendo música. | ” |

## Lançamento, divulgação e recepção
O CD foi apresentado à imprensa em uma coletiva realizada no restaurante Terraço Itália. Uma turnê de divulgação se sucedeu ao lançamento, com shows divididos em três blocos: um eletroacústico, um acústico, e um mais voltado para o rock, com sucessos antigos que não chegaram a ser aproveitados no disco. Em dezembro de 1998, o álbum já havia atingido a marca de 500 mil cópias vendidas. Repetindo o êxito de seu antecessor em 1997, foi eleito pelos leitores da Folha como o melhor disco e show de 1998.
Em um concurso promovido na Faculdade de Belas Artes de São Paulo, estudantes criaram telas inspiradas no disco, com a vencedora sendo reproduzida e exposta em lojas para promover o lançamento.

## Faixas
| N.º            | Título | Compositor(es)                                                           | Vocal          | Duração |  |
| 1.             | "Sonífera Ilha" (do 'Titãs)                                                                                                  | Branco Mello, Marcelo Fromer, Tony Bellotto, Carlos Barmack, Ciro Pessoa | Paulo Miklos   | 2:50    |  |
| 2.             | "Lugar Nenhum" (do Jesus Não Tem Dentes no País dos Banguelas)                                                               | Arnaldo Antunes, Charles Gavin, Marcelo, Sérgio Britto e Tony            | Mello          | 3:15    |  |
| 3.             | "Sua Impossível Chance" (Inédita)                                                                                            | Nando Reis                                                               | Nando          | 4:06    |  |
| 4.             | "Desordem" (do Jesus Não Tem Dentes no País dos Banguelas)                                                                   | Sérgio, Marcelo e Charles                                                | Sérgio         | 3:32    |  |
| 5.             | "Não Vou Me Adaptar" (do Televisão)                                                                                          | Arnaldo                                                                  | Nando          | 3:41    |  |
| 6.             | "Domingo" (do Domingo) | Tony e Sérgio                                                            | Paulo          | 3:27    |  |
| 7.             | "Amanhã Não Se Sabe" (Inédita)                                                                                               | Sérgio                                                                   | Sérgio         | 3:08    |  |
| 8.             | "Caras Como Eu" (Inédita) | Tony                                                                     | Branco         | 3:02    |  |
| 9.             | "Senhora e Senhor" (Inédita)                                                                                                 | Arnaldo, Paulo, Marcelo                                                  | Paulo          | 3:23    |  |
| 10.            | "Era Uma Vez" (Inédita) | Marcelo, Tony, Branco, Sérgio, Arnaldo                                   | Branco         | 3:44    |  |
| 11.            | "Miséria" (do Õ Blésq Blom; contém um trecho de "Rock Americano" (por Mauro e Quitéria), do Domingo, como música incidental) | Arnaldo, Sérgio, Paulo                                                   | Paulo, Sérgio  | 4:21    |  |
| 12.            | "Insensível" (do Televisão)                                                                                                  | Sérgio                                                                   | Sérgio         | 3:26    |  |
| 13.            | "Eu E Ela" (Inédita) | Nando                                                                    | Paulo          | 4:35    |  |
| 14.            | "Toda Cor" (do Titãs) | Marcelo, Ciro, Carlos                                                    | Branco         | 3:28    |  |
| 15.            | "É Preciso Saber Viver" (Inédita)                                                                                            | Roberto Carlos, Erasmo Carlos                                            | Paulo          | 4:08    |  |
| 16.            | "Senhor Delegado/Eu Não Aguento" (Inédita / do Domingo)                                                                      | Antoninho Lopes, Jaú / Sérgio Boneka, Clover Over, Trambolhinho          | Sérgio         | 2:36    |  |
| Duração total: | Duração total: | Duração total:                                                           | Duração total: | 56:42   |  |

## Créditos
Créditos adaptados do encarte:

### Titãs
- Titãs - arranjos de base
- Branco Mello - vocal e vocal de apoio
- Paulo Miklos - vocal, vocal de apoio, banjo e bandolim
- Nando Reis - vocal, vocal de apoio, baixo e violão
- Sérgio Britto - vocal, vocal de apoio, teclados
- Marcelo Fromer - guitarra, violão e vocal de apoio
- Tony Bellotto - guitarra, violão, violão de 12 cordas, slide e vocal de apoio
- Charles Gavin - bateria e percussão

### Participações especiais
- Liminha - violão, guitarra, baixo, violão de 12 cordas, banjo, tamboura e programação eletrônica
- Fat Family - vocais em "É Preciso Saber Viver"
- Flávio Guimarães - gaita em "Domingo" e "Lugar Nenhum"
- Jaques Morelenbaum - violoncelos em "Toda Cor"; arranjo de cordas e metais em todas as faixas exceto "Eu e Ela" e "Miséria"; regência em todas as faixas exceto "Sonífera Ilha"
- Eumir Deodato - arranjo de cordas e metais em "Eu e Ela" e "Miséria"
- Marcelo Martins - regência e arranjo de cordas em "Sonífera Ilha", sax tenor e flauta
- Ramiro Musotto - percussão em "Sonífera Ilha", "Domingo", "Miséria", "Toda Cor", "Senhor Delegado / Eu Não Aguento", "Senhora e Senhor" e "Amanhã Não Se Sabe"
- William Magalhães - teclado em "Amanhã Não Se Sabe"
- Giancarlo Pereschi - violino
- José Alves - violino
- Bernardo Bessler - violino
- Alfredo Vidal - violino
- Antonella Pereschi: violino
- Paschoal Perrota - violino
- Walter Hack - violino
- Vera Barreto - violino
- Paula Barreto - violino
- Ricardo Amado - violino
- Marie Cristine Bessler - viola
- Frederick Stephany - viola
- Jesuína Passarotto - viola
- Jairo Diniz - viola
- Cassia Menezes - violoncelo
- Alceu Reis - violoncelo
- Yura Ranevsky - violoncelo
- Marcus de Oliveira - violoncelo
- Marcio Malard - violoncelo
- Altair Martins - flugel, trompete
- Jessé Sadoc - trompete e flugel
- Daniel Garcia - flauta e sax tenor
- Zé Canuto - flauta, sax tenor e sax alto
- Eduardo Morelenbaum - clarinete e clarone
- Henrique Band - sax barítono
- Zé Carlos - sax tenor
- José Machado Ramad - sax tenor
- Flávio Melo - flugel, trompete e trompete picollo
- Vitor Santos - trombone tenor
- Flávio Santos - trompete
- Paulo Roberto Mendonça - trompete
- Gilberto de Oliveira - trombone baixo
- Philip Doyle - trompa
- Ismael de Oliveira - trompa
- Zdenek Svab - trompa
- Antonio Candido - trompa
- Paschoal Perrota - arregimentação de metais

### Pessoal técnico
- Produção executiva - Nelson Damascena
- Direção artística - Paulo Junqueiro
- Coordenação de produção - Leléo
- Gravação e mixagem - Unidade Móvel Nas Nuvens (Rio de Janeiro), entre maio e agosto de 1998
- Engenharia de gravação - Vitor Farias, Fabio Henriques e Liminha
- Engenheiro adicional - Mario Léo
- Mixagem - Vitor Farias e Liminha, exceto em "Miséria" e "Senhora e Senhor" (Fábio Henriques, Vitor Farias e Liminha) e "Desordem" (Fábio Henriques e Liminha)
- Masterização - Ricardo Garcia no Magic Master
- Assistentes de estúdio - Mario Léo, Breno Gradel, Breno Maia e Renato Pagiacci
- Assessoria técnica - Paulo Henrique Lima
- Projeto gráfico - Toni Vanzolini, Gualter Pupo e João Bonelli
- Coordenação gráfica - Silvia Panella e Cristina Portela
- Capa - Toni Vanzolini, Gualter Pupo e João Bonelli
- Fotos - Juan Esteves
- Assistentes de fotos - Fred Gardiano
- Fotos da colagem - Juan Esteves e arquivo pessoal Titãs
- Roadie - Sombra Jones, Patuá, Sérgio Molina e Gerson Molina